# Кимельфельд, Дмитрий Исаакович
Дми́трий Иса́акович Кимельфе́льд (род. 1 июля 1950, Киев) — советский и израильский бард, поэт, артист эстрады, телеведущий, лауреат Грушинского и многих других фестивалей авторской песни, был солистом ансамбля «Фрейлехс» и группы «Овир», в настоящее время — профессиональный гид и телеведущий.

## Биография
Дмитрий Кимельфельд родился 1 июля 1950 и жил в Киеве, окончил институт иностранных языков. В киевском Театре драмы и комедии прошёл путь от рабочего сцены до завлита.
Писал для телеспектакля «Тевье-молочник» под псевдонимом Д. Муравьёв. Песни Дмитрия Кимельфельда исполнял Андрей Миронов.
Песни Дмитрия Кимельфельда широко известны, некоторые считаются народными, например — «Письмо гусара Голицына графине Талалаевской» («Графиня, мне приснились…»).
Дмитрий Кимельфельд — один из создателей первого киевского КСП «Костёр», выступал с соавторами — В. Сергеевым, В. Семёновым, В. Новиковым, его концерты происходили по всем регионам бывшего Советского Союза.
На фестивалях авторской песни Кимельфельд часто ведёт творческие мастерские, участвует в работе жюри.
С 1990 года Дмитрий Кимельфельд живёт в Иерусалиме.
Дмитрий Кимельфельд был одним из руководителей легендарного «Культурного центра выходцев из СССР», первого центра, который объединял живущих в Иерусалиме творческих людей, говорящих по-русски.
Благодаря Дмитрию Кимельфельду в девяностые годы начался процесс гастрольных выступлений российских артистов в Иерусалиме.
Дмитрий Кимельфельд — ведущий еженедельной телепрограммы «Без границ» (Израиль, 9-й канал). Сегодня программа транслируется не только на Израиль, но в том числе и на Америку.
Песни на стихи Дмитрия Кимельфельда в Киеве писали В. Сергеев, В. Семёнов, М. Шпарбер, А. Голубицкий, В. Новиков и В. Вернов.
В Иерусалиме на его стихи пишут Юрий Поволоцкий и Марина Меламед.
Дмитрий Кимельфельд — автор и организатор проектов: «Иерусалимский бенефис» (слёты под Иерусалимом), «Поэзия Ури-Цви Гринберга в переводах на русский язык», «Иерусалимский альбом» — серия дисков «авторская песня в Израиле», вышел пока 1-й выпуск). Член худсовета всемирного слёта «Бард-Тур».

## Профессиональные членства[1]
- Член киевского городского клуба песни и Иерусалимского клуба «Шляпа».
- Член союза драматургов, союза журналистов (до 1990 г.).
- Заместитель председателя Союза русскоязычных творческих работников Израиля (при Сионистском Форуме)

## Дискография
Дмитрий Кимельфельд выпустил несколько дисков со своими песнями, в том числе в соавторстве с В. Семёновым, В. Новиковым, В. Сергеевым, Ю. Поволоцким; вошёл в Антологию израильской авторской песни. Так же были выпущены:
- Диск «Избранное» был выпущен фирмой NMC в серии «Лучшие барды Израиля».
- Дмитрий Кимельфельд представлен на уже ставшем раритетным диске «Иерусалимский альбом», совместно с Юлием Кимом, Александром Медведенко, Мариной Меламед и Михаилом Фельдманом[2].

## Книги
- 1997 г. — в Иерусалиме вышла книга стихов и песен Дмитрия Кимельфельда «В те времена»
- 2003 г. — «Стены времени» (в библиотечке «Песенная поэзия»).
- Воробьева Марина, Кимельфельд Дмитрий и др. Семь дорог: путеводитель. — Феникс, 2009.